# Breton National Wildlife Refuge

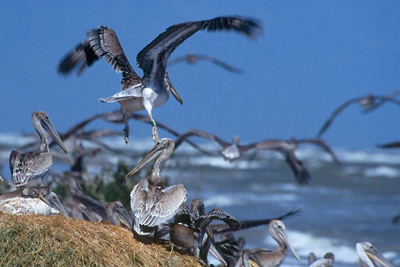
Im Breton National Wildlife Refuge

Das Breton National Wildlife Refuge ist ein Schutzgebiet für Wildtiere und Strandflora im Südosten des US-amerikanischen Bundesstaates Louisiana am Golf von Mexiko.

## Geographie
Das Schutzgebiet umfasst die aus Sandbänken bestehenden Inseln der Chandeleur Islands und der namensgebenden Breton Islands. Die Sandbänke wurden vor ca. 2000 Jahren durch den damals bestehenden nördlichen Ausgang des Mississippi zum Golf von Mexiko, dem St. Bernard Delta, abgelagert. Sie haben sich seitdem durch Ebbe und Flut und besonders durch die hier sehr oft auf Land treffenden Hurrikane in Form, Größe und Vegetation verändert. Besonders der Hurrikan Katrina des Jahres 2005, der das Schutzgebiet direkt traf, zerstörte große Strand- und Marschabschnitte sowie Teile der Vegetation, die für den Nestbau und die Brut der hier lebenden oder hier durchziehenden Vögel wichtig sind. Die Inselkette wandert immer weiter nach Westen.
Die Breton Islands gehören politisch zu der Plaquemines Parish Louisianas, die nördlich liegenden Chandeleur Islands zur St. Bernard Parish. Im Südwesten des Schutzgebiets liegt der Breton Sound und im Westen der Chandeleur Sound, im Osten und Südosten der Golf von Mexiko.

## Geschichte
Das Breton National Wildlife Refuge wurde bereits 1904 als das zweite Schutzgebiet dieser Art errichtet und sollte den Raubbau durch das Sammeln von Vogeleiern und anderen Vogelprodukten beenden. 1915 besuchte Präsident Theodore Roosevelt, ein bekannter Jäger und Naturschützer das Schutzgebiet. In den vergangenen 120 Jahren wurden die menschlichen Aktivitäten auf den Inseln immer weiter reduziert: 1915 verließen die letzten Fischer und Bauern mit ihren Familien Breton Island vor einem herannahenden Hurrikan. Ihre Siedlung wurde nicht mehr aufgebaut. Nach Hurrikan Katrina war von dem seit dem 19. Jahrhundert bestehende Leuchtturm an der Nordspitze von Chandeleur Island nichts mehr zu sehen, ebenso wird seitdem die im Norden von Breton Island bestehende Einrichtung der Ölindustrie nicht mehr genutzt. Über die Zukunft der Inselkette kann heute noch nichts Definitives gesagt werden, da viele der Sandablagerungen auf der die Vegetation der Inseln entsteht nicht mehr vorhanden sind.
Das Unglück auf der Bohrinsel Deepwater Horizon im Jahre 2010 konnte von der Inselkette durch die Retter abgewendet werden, hatte jedoch großen Einfluss auf die Meeresfauna und die Meeresflora und somit auf die Nahrung der Tierwelt auf und in der Nähe der Inseln.

## Tierwelt
Das Breton National Wildlife Refuge bietet den Kolonien von Seevögeln und Watvögeln eine Heimat und ist Winterquartier von Zugvögeln und Wasservögeln. Der Wappenvogel Louisianas, der Braune Pelikan, hat hier Tausende von Nestern. Weitere Vögel wie Möwen und Seeschwalben nutzen die Inseln ebenfalls zum Nestbau. Enten und andere Wasservögel finden hier in den Marschen und im flachen Wasser Nahrung und Schutz. Zu den vorkommenden Säugetieren gehören das Nutria, Kaninchen und der Waschbär, ferner kommt die Unechte Karettschildkröte hier an Land.

## Pflanzenwelt
Zu den heimischen Pflanzen im Schutzgebiet zählt die Schwarze Mangrove. Die flachen Gewässer sind die Lebensräume verschiedener Seegrassorten und der Strandsalde.

## Nutzung und Naturschutzaktivitäten
Zum Schutz von Flora und Fauna sind im Schutzgebiet lediglich Angeln und das Beobachten und Fotografieren von Vögeln und anderen Tieren erlaubt. Der U.S. Fish & Wildlife Service (FWS) greift nur beschränkt in die Natur ein. So wurden Sandfangeinrichtungen aufgebaut, um festzustellen, wie sich der Aufbau von Sandbänken vollzieht, die ständig von Tropischen Stürmen, Hurrikans und durch die Gezeiten angegriffen werden. Ferner unternimmt der Service Zählungen der Vogelnester und der Vogelkolonien, um die Dichte der Populationen und eventuelle Veränderungen festzustellen. Braune Pelikane werden beringt, um Wanderungen und Nistgewohnheiten der Vögel zu untersuchen.